# 普伦茨劳战役
普伦茨劳战役（法語：Combat de Prentzlow）又称普伦茨劳之降，是第四次反法同盟战役的一部分，在此役中，由若阿尚·缪拉元帅率领的两个法军骑兵师和一些步兵拦截了由霍恩洛厄-英格尔芬根亲王弗雷德里克·路德维希率领的正在向后方撤退的普鲁士军团。霍恩洛厄-英格尔芬根亲王的部队在与法军进行交火和谈判后，最终全军向缪拉元帅投降。普伦茨劳位于柏林以北约90公里的勃兰登堡。
在10月14日的耶拿-奥尔施泰特战役中的惨败后，普鲁士军队向北逃往易北河，法皇拿破仑一世率领的法军紧追不舍。普军在马格德堡附近越过易北河，向东北行军，试图到达奥得河对岸的安全地带。拿破仑麾下的一部分军队向东推进以占领柏林，其余的则继续追赶撤离的普鲁士军队。缪拉元帅带着他的骑兵从柏林向北移动，试图阻止霍恩洛厄-英格尔芬根亲王的部队。
在10月26日至27日的几次交战后，缪拉跟在霍恩洛厄-英格尔芬根亲王的军团之后抵达了普伦茨劳。在接下来的战斗中，有数支普鲁士部队被法军摧毁或俘获。然后，缪拉谎称普鲁士军队被法军的大部队包围，从而欺骗了士气低落的霍恩洛厄亲王，亲王最终宣布其所有部队向法军投降。事实上，法军在当时只有一个步兵旅和缪拉的骑兵。在随后的几天里，法国人威吓了更多的普鲁士军队投降。在撤往东北方向的道路被法军截断后，另一只撤退中的普鲁士军队在格布哈德·莱贝雷希特·冯·布吕歇尔的指挥下转向西北撤往吕贝克。

## 背景

### 耶拿-奥尔施泰特
1806年10月8日，拿破仑的18万大军通过弗兰肯林山入侵萨克森选侯国。法军由三个纵队组成，每个纵队两个军，外加帝国卫队、骑兵预备队和巴伐利亚盟军。

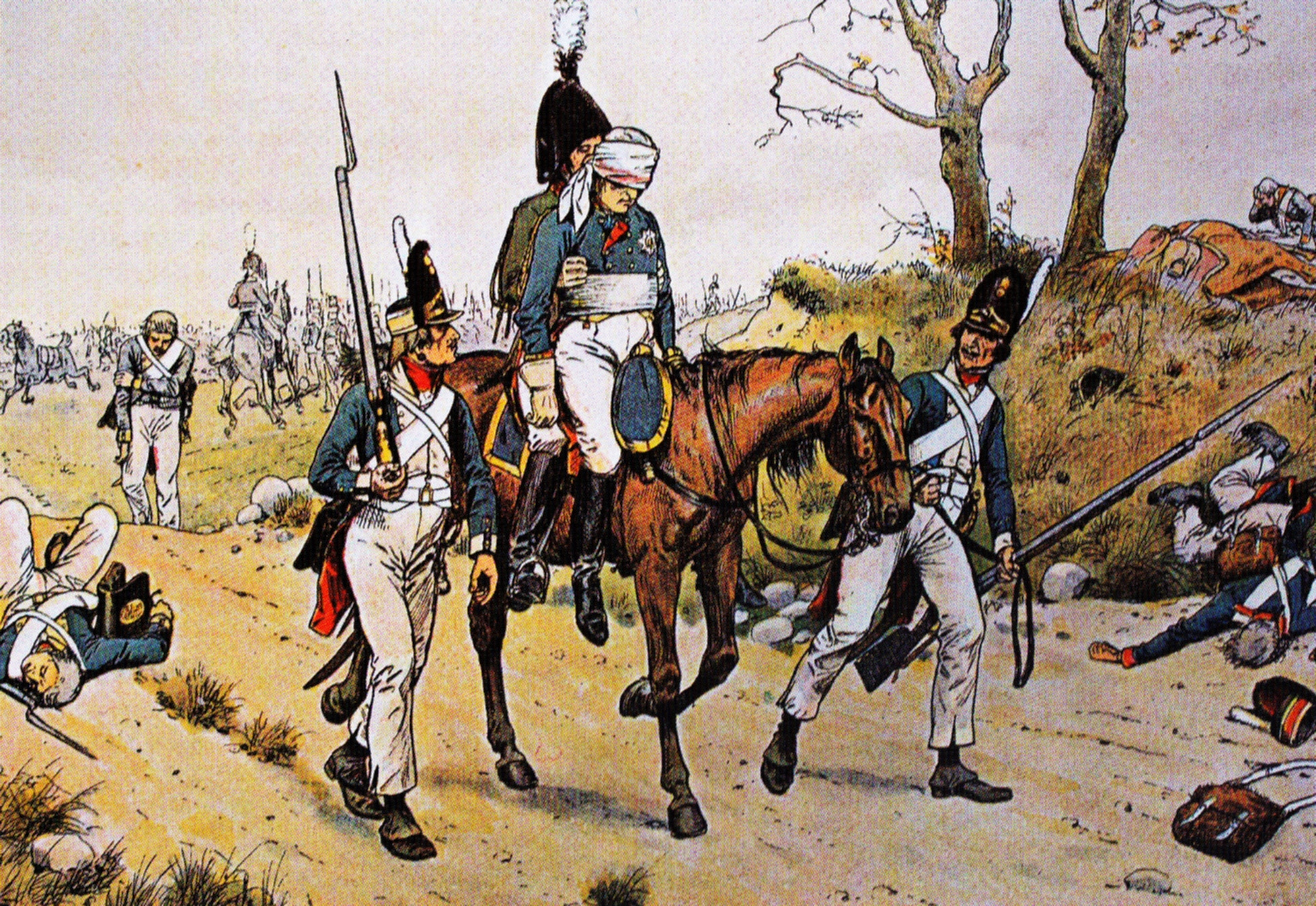
法军在耶拿-奥尔施泰特战役击溃了普鲁士军队

抵抗法军入侵的是三个半独立的普鲁士-萨克森军队，第一支部队由不伦瑞克公爵卡尔·威廉·斐迪南元帅指挥，第二支部队由霍恩洛厄-英格尔芬根亲王指挥，第三支部队则由恩斯特·冯·鲁切尔和格布哈德·莱贝雷希特·冯·布吕歇尔共同指挥。 不伦瑞克公爵驻扎在爱尔福特，霍恩洛厄亲王在东部的鲁多尔施塔特附近驻扎，博吉斯拉夫·弗里德里希·伊曼纽尔·冯·陶恩齐恩驻扎在霍夫，鲁切尔在哥达，布吕歇尔与萨克森-魏玛-艾森纳赫大公在迈宁根镇守爱森纳赫。符腾堡公爵欧根·腓特烈的后备军驻守在马格德堡北部。
法军方面，让-巴蒂斯特·贝尔纳多特元帅的第一军和缪拉的骑兵在施莱茨战役中击败了陶恩齐恩的部队。次日，让·拉纳元帅的第五军在萨尔费尔德战役中击溃了路易·斐迪南亲王的部队，年轻的王子在战斗中阵亡。耶拿-奥尔施泰特的双重战役发生在10月14日，当时拿破仑麾下的96,000名士兵在耶拿袭击了霍恩洛厄和鲁切尔的53,000名普军，而不伦瑞克的49,800名士兵在奥尔施泰特遇到了路易·达武元帅的第三军。普鲁士军队在两个战场上都遭到了毁灭性打击。不伦瑞克的军队损失了13,000人和115门火炮，而霍恩洛厄和鲁切尔所部的伤亡人数可能达到了25,000人。

### 向易北河以西撤退

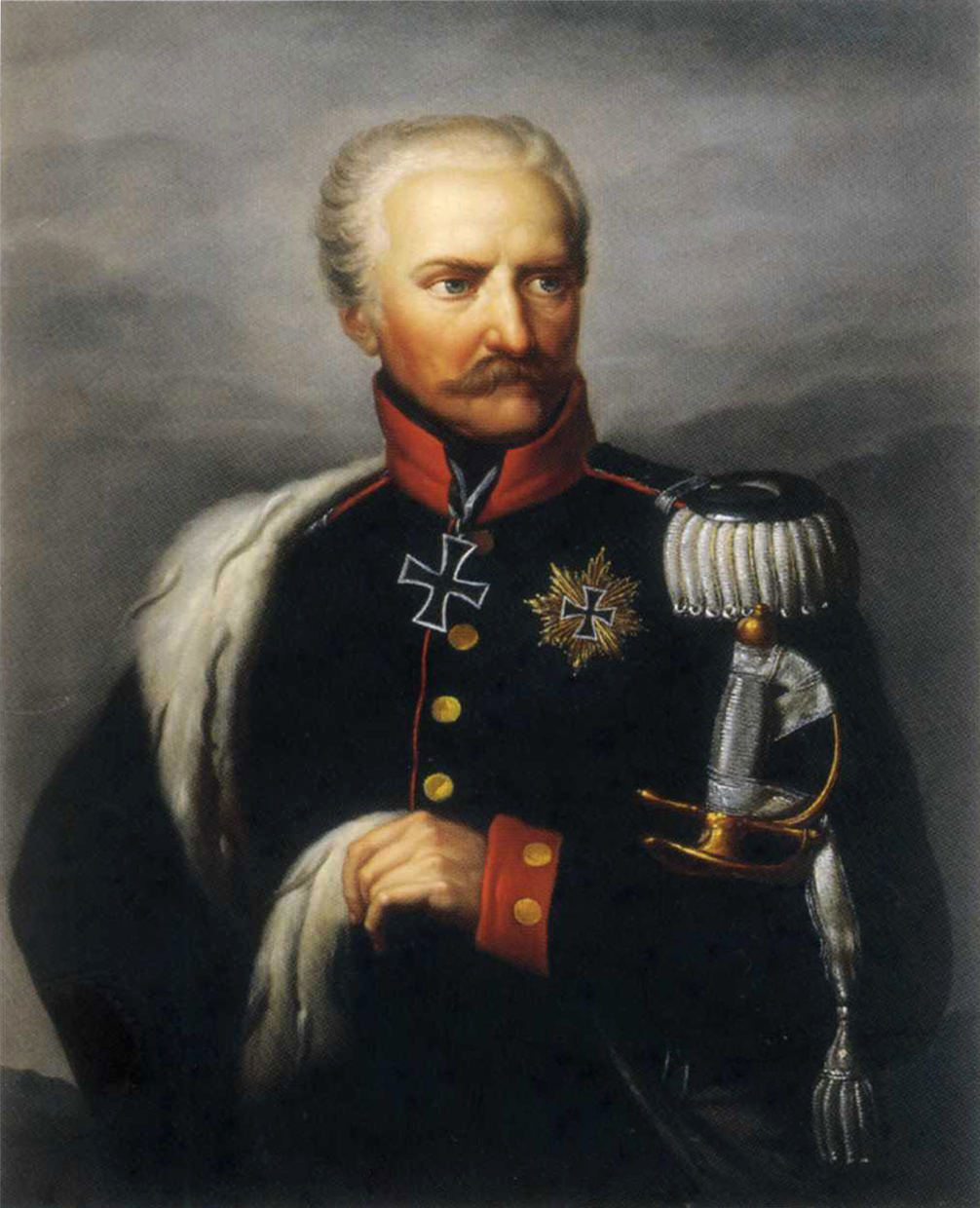
布吕歇尔

在10月16日的爱尔福特之降中，10,000多名普鲁士军队选择向法军投降，这是一系列可耻投降的第一次。萨克森-魏玛-艾森纳赫大公麾下的12,000人躲过了耶拿-奥尔施泰特会战，向北穿过巴特朗根萨尔察。不伦瑞克在奥尔施塔特双目中弹，于11月10日在汉堡附近的阿尔托纳去世。鲁切尔在耶拿受了重伤，逃到波兰，最终得以康复。填补指挥空白的是霍恩洛赫亲王、弗里德里希·阿道夫和布吕歇尔，他们各自率领大量普鲁士军队从诺德豪森穿过哈茨山到达哈尔伯施塔特和奎德林堡。撤离的普军被苏尔特的第四军与路易·米歇尔·安托万·萨克的龙骑兵追击。10月17日，法军在哈雷战役中将符腾堡公爵的普鲁士后备军摧毁。
到10月20日，霍恩洛厄亲王的部队抵达马格德堡。弗里德里希·阿道夫则在唐格明德越过易北河，最终交出了兵权前往波兰。布吕歇尔在不伦瑞克以东向易北河进军，萨克森-魏玛-艾森纳赫大公的部队在同日到达萨尔茨吉特。20日，在苏尔特和缪拉抵达马格德堡之前，缪拉派他的参谋长奥古斯丁·丹尼尔·贝利亚德要求普军投降，但被霍恩洛厄亲王拒绝。然而，普鲁士人愚蠢地让贝利亚德在没有蒙眼的情况下进城。在向缪拉汇报时，贝利亚德称霍恩洛厄亲王的主力还在城里，并且已经陷入了混乱。于另一边，达武于20日占领了路德城维滕贝格，当地人民协助他的部队灭火并防止炸药库被炸毁。因此，140,000磅的火药和宝贵的易北河渡口落入了法国人的手中。拉纳元帅则同时在德绍夺取了第二个桥头堡。

### 向易北河以东撤退

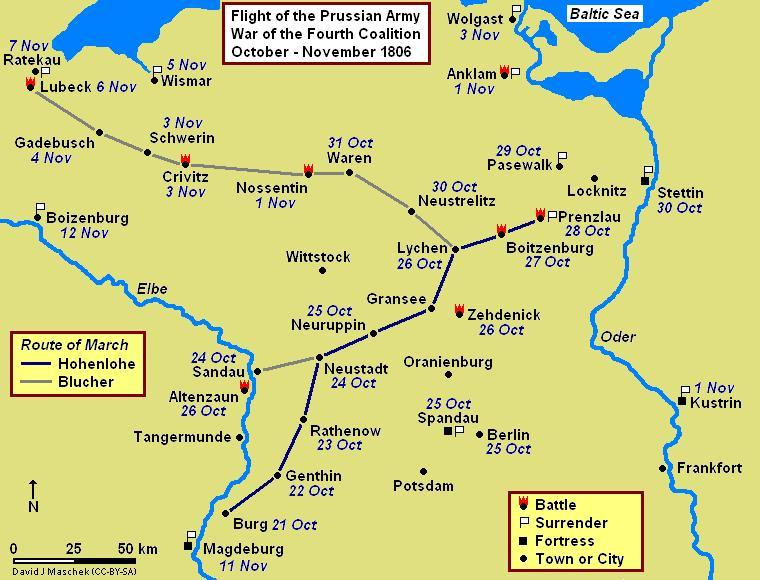
普伦茨劳-吕贝克战役地图

在分配内伊的第六军围攻马格德堡后，拿破仑命令他的右翼部队前往柏林。法皇则抽出时间虔诚地参观了位于波茨坦的腓特烈大帝陵墓。虽然对普鲁士国王充满敬意，但拿破仑还是偷走了腓特烈大帝的剑和其他战利品。法军右翼由达武军团，拉纳军团，奥热罗的第七军和艾蒂安·德·南索蒂的第1胸甲骑兵师，让-约瑟夫·安格·德豪普尔的第2胸甲骑兵师和马克-安托万·德·博蒙的第3龙骑兵师，格鲁希的第2龙骑兵师的行军缓慢所以还没有跟上。贝尔纳多特军团、苏尔特军团和萨胡克的第4龙骑师则组成了法军左翼。路易·克莱因的第1龙骑兵师负责协助内伊军团及巡逻法军的补给线。

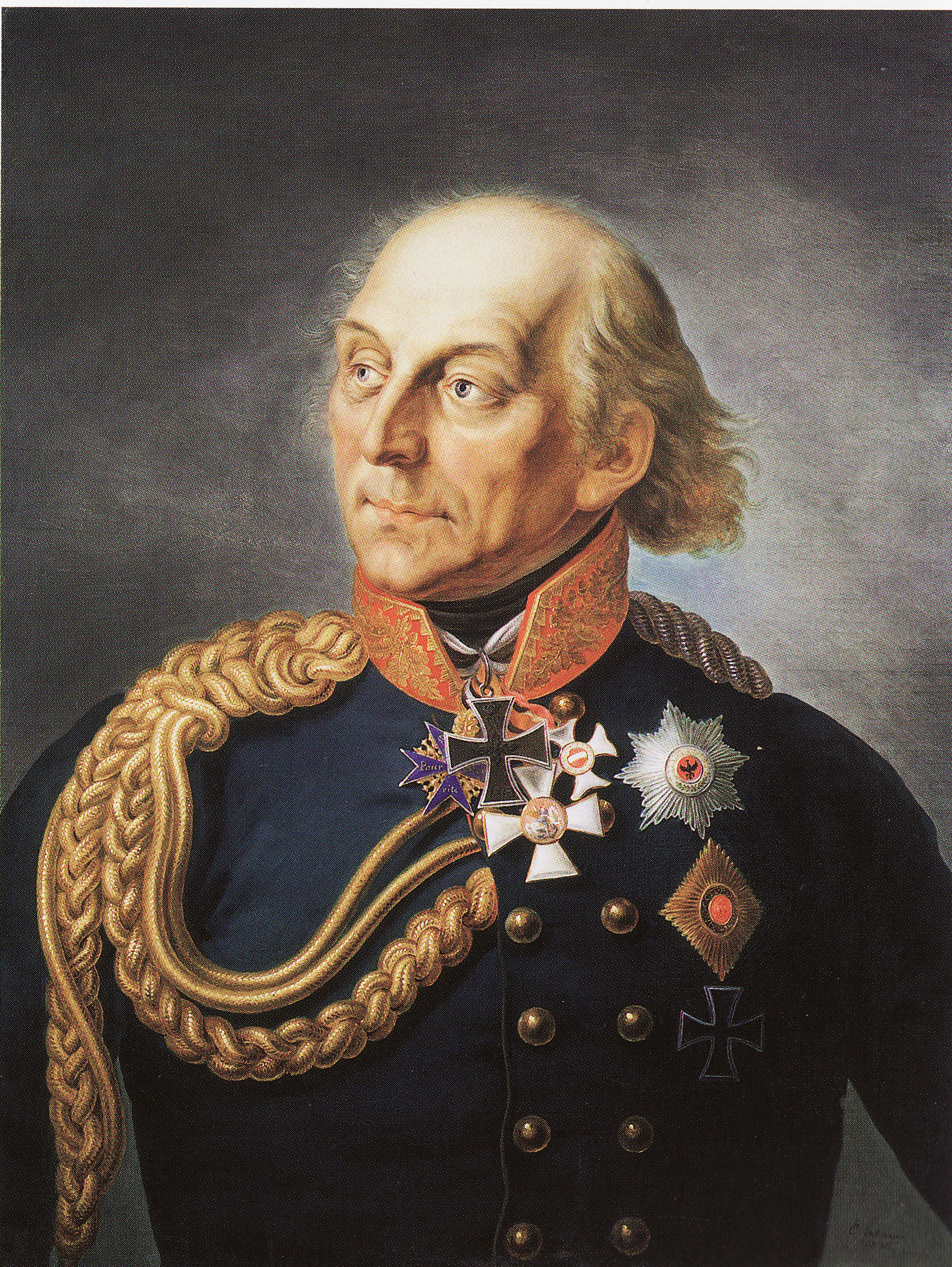
路德维希·约克

在普鲁士国王腓特烈·威廉三世向奥得河进军的命令下，霍恩洛厄亲王的军团于10月21日上午从马格德堡出发。在途中他的部队得到了9,000人的增援，但在混乱中，其他部队和39门野战炮留在了堡垒中，因此共有25,000名士兵留在了原地。那天晚上，霍恩洛厄到达了布尔格，在那里他接管了弗里德里希·阿道夫的部队。为了更好地指挥麾下的部队，霍恩洛厄将兵力拆分成几个小队。
24日，布吕歇尔在桑道越过易北河，而萨克森-魏玛-艾森纳赫大公在欺骗苏尔特相信他正前往马格德堡也越过了那里。在行动中，路德维希·约克指挥的普鲁士军队成功阻挡了法军的追击。霍恩洛厄于24日到达多瑟河畔诺伊施塔特。他派出克里斯蒂安·路德维希·希梅尔芬尼少将前往新城和奥拉宁堡之间的费尔贝林，少将的任务是掩护大部队的右翼，防止法国人干扰主力部队向奥得河上的什切青进军，霍恩洛厄让布吕歇尔指挥他的后卫。

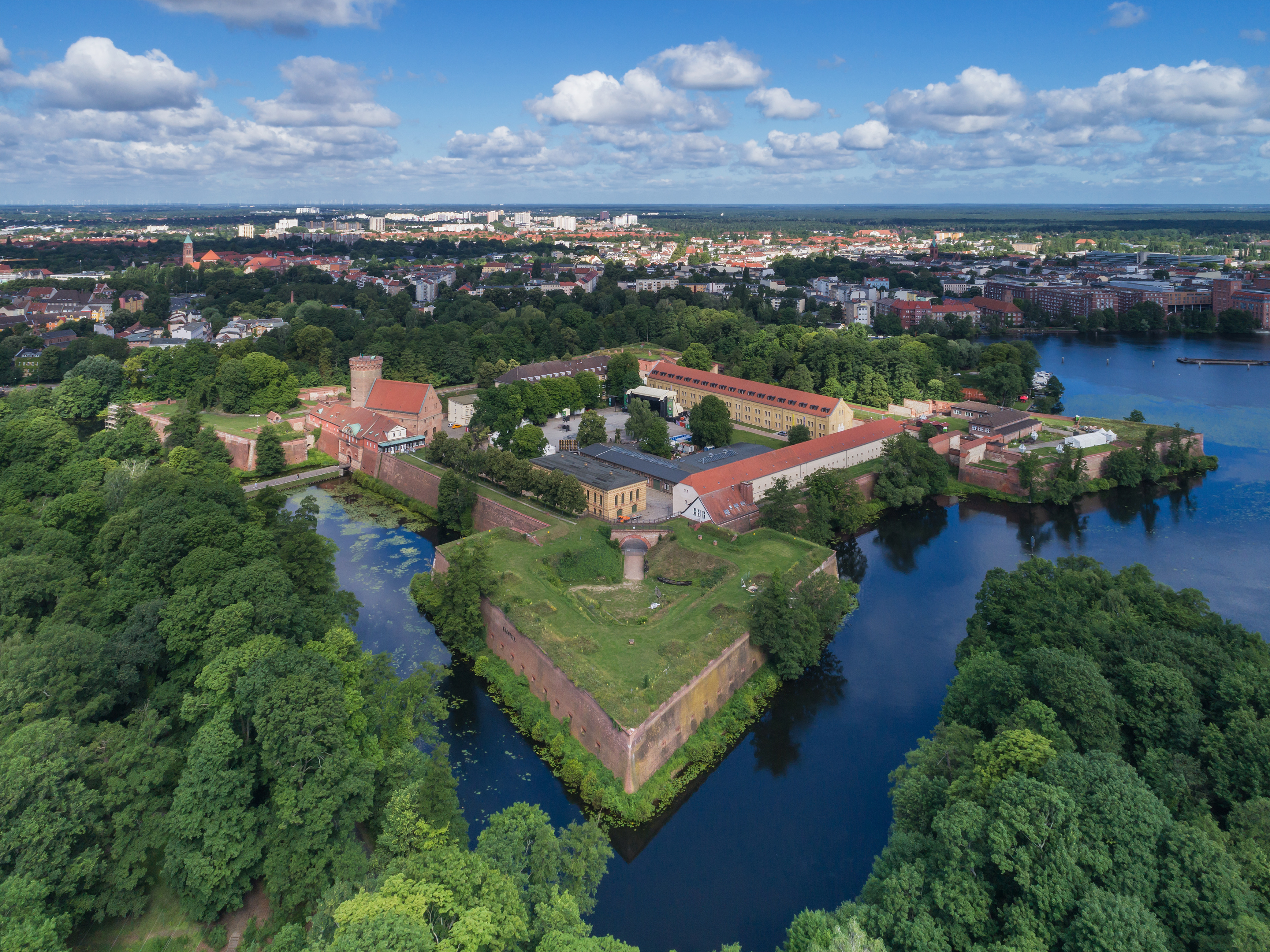
施潘道堡垒于10月25日被法军攻陷

施潘道的破旧堡垒于10月25日落入路易·加布里埃尔·絮歇将军手中。在堡垒指挥官贝内肯多夫少校正与法国人商议条件时，法军突然冲进了城门，闯入了堡垒。堡垒内的71门大炮和920名士兵外加65名炮手在无奈之下投降。1808年，贝内肯多夫被带到军事法庭并被判处枪决，但国王将他的刑期减为无期徒刑。
10月25日，达武的军队穿过柏林。那天晚上，霍恩洛厄的主力在新鲁平和林多之间，布吕歇尔的后卫师在诺伊施塔特，冯·哈根（von Hagen）上校的步兵和冯·什未林（von Schwerin）少将的骑兵在维特施托克。拿破仑派缪拉和拉纳从柏林向北进军拦截霍恩洛厄。安托万·夏尔·路易·拉萨尔的轻骑兵和格鲁希的龙骑兵也在奥拉宁堡集结。
10月26日中午左右，拉萨尔在采德尼克追上了希梅尔芬尼少将的1,300名士兵。起初，普军阻挡了法军的攻势，但格鲁希和博蒙的龙骑兵师很快就到了。普军的四个骑兵中队发起冲锋并击退了拉萨尔的骠骑兵，但格鲁希的龙骑兵介入并摧毁了普军的骑兵。普鲁士骑兵有14名军官和250名士兵被杀、受伤或被俘。希梅尔芬尼少将带着残部逃亡。听到战败的消息后，霍恩洛厄改变了行军路线，从更北的格兰塞穿过利兴。27日早上，他的纵队出发前往博伊岑堡兰。
27日，当霍恩洛厄接近博伊岑堡兰时，他遇到了格拉夫·冯·阿尼姆伯爵，后者通知他，他已经在他的庄园为饥肠辘辘的士兵准备了物资。不幸的是，当普鲁士人在下午2:00左右到达时，他们发现法军骑兵先到了那里，并且正在掠夺庄园。霍恩洛厄的先遣卫队花了三个小时才将法军骑兵赶出镇子。与此同时，缪拉听到了战斗的声音，带着格鲁希的龙骑兵向北疾驰。在博伊岑堡兰以南，霍恩洛厄的右翼后卫误入格鲁希的纵队。三个法国龙骑兵团将普鲁士第10胸甲骑兵团驱赶到一片沼泽地并迫使其投降。但由于没有可用的步兵，缪拉无法阻止霍恩洛厄的部队向普伦茨劳方向撤退。

## 战斗

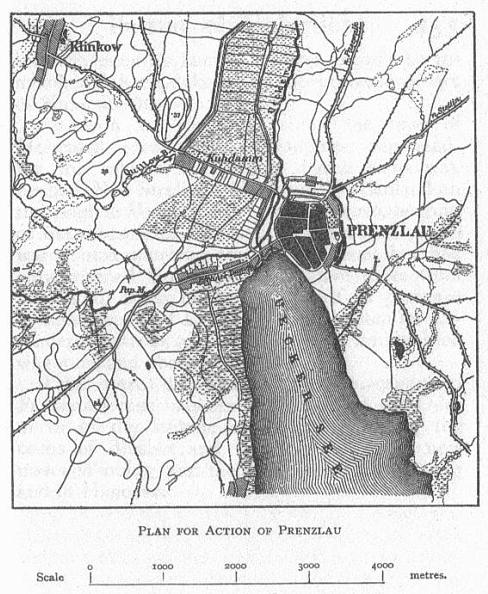
普伦茨劳战役

在博伊岑堡兰发生交火后，霍恩洛厄带领麾下的普军到达距离普伦茨劳附近。此时普军的军官们开始争论是向东前进到普伦茨劳还是向北前进到帕瑟瓦尔克。此时一名骑兵报告说，法国人在早上6点就已经离开了普伦茨劳，因此普军决定向东行军。在讨论路线浪费三个小时后，普军的移动非常困难，饥饿的士兵们不断发出愤怒的抗议声。普军由一个胸甲骑兵团和用马牵引的火炮率领着整支军队，大部分步兵跟在先锋队后面。

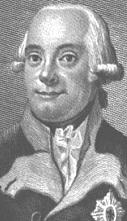
霍恩洛厄亲王

法军方面，缪拉元帅有两个师和两个骑兵旅，加上三个马上炮兵连的12门火炮。格鲁希的第2龙骑兵师有第3、第4、第10、第11、第13和第22龙骑兵团，共24个骑兵中队。博蒙的第3龙骑师由第5、第8、第12、第16、第19和第21龙骑兵团组成，也有24个骑兵中队。法国总兵力为12,000人。
霍恩洛厄的部队总共有大约10,000名士兵、64门大炮和1,800匹马供骑兵和炮兵使用。
当霍恩洛厄的部队沿着道路行进时，他的部队在晨雾中不断地撞上法军巡逻队。当普军穿过沼泽时，龙骑兵侧翼回到主干道并挤进行军路线。霍恩洛厄指挥他的部队穿过城市，从而在城市里寻求补给。为了掩护他的部队，两个掷弹兵营和较小的分队守卫着湖岸、城门和一家造纸厂。

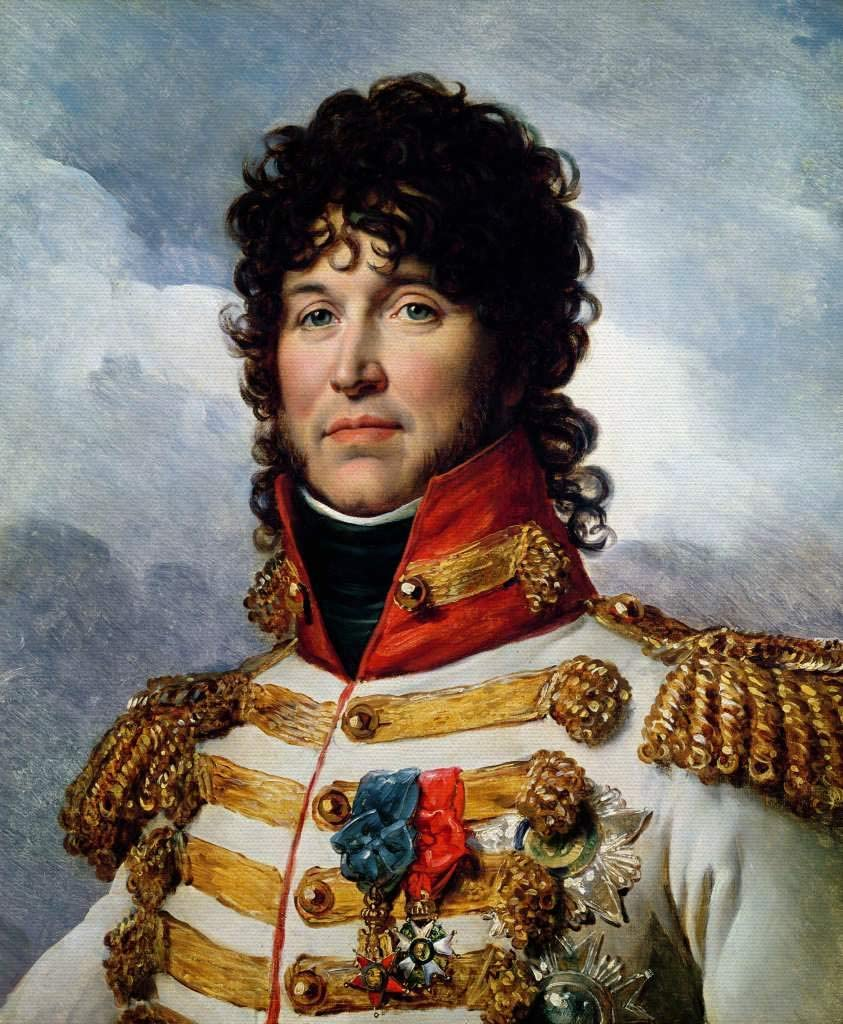
缪拉元帅

这时，一位法军军官拿着休战旗来到霍恩洛厄面前。法军编造了“一个绝妙的谎言”，声称缪拉手头有30,000名士兵，而拉纳手里的60,000人潜伏在普军的前方。法军坚持要求普军投降，但霍恩洛厄拒绝这样做，同时他派他的参谋长克里斯蒂安·冯·马森巴赫和前往法军大营，显然是想探探法军的虚实。

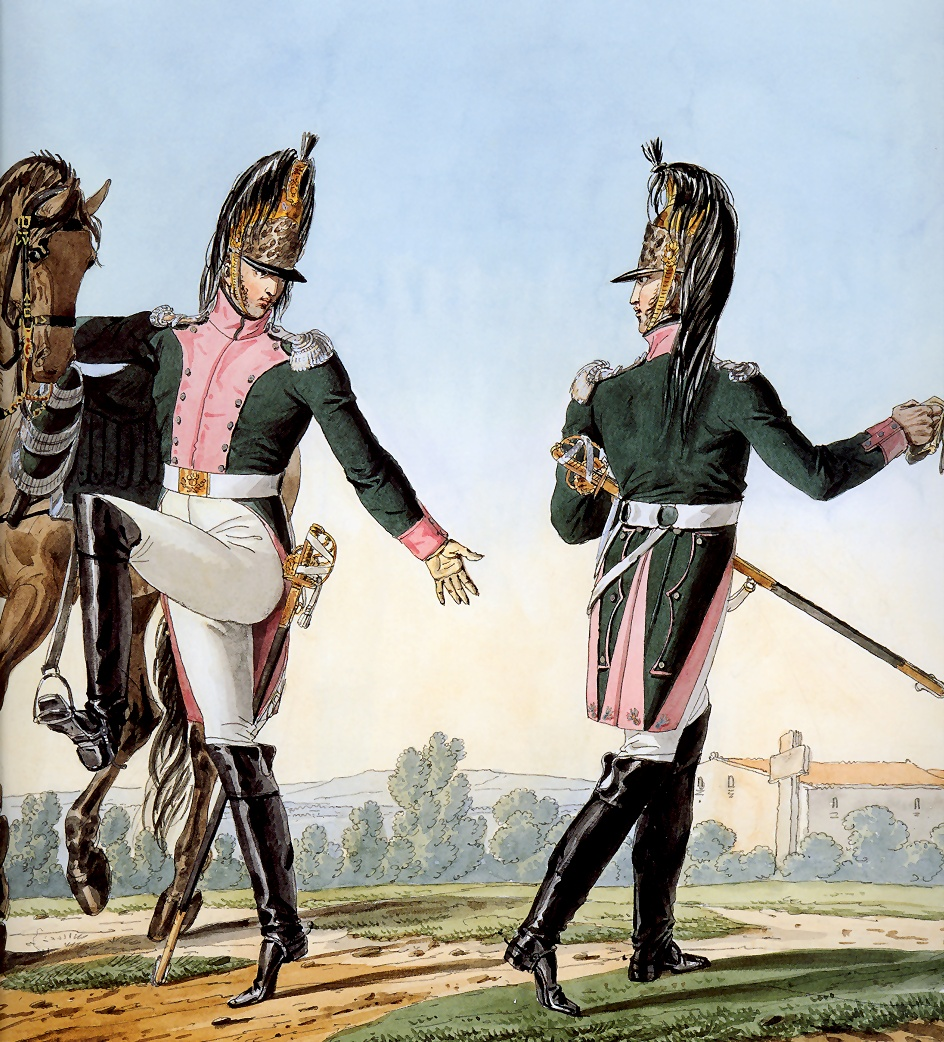
法军第16龙骑兵团

在得到拒绝投降的回复后，缪拉随后发动进攻，由拉萨尔的骠骑兵带路，格鲁希的龙骑兵紧随其后，而博蒙则在后方。法军的炮火迅速压制了普军的火炮。为了骚扰霍恩洛厄的后方，缪拉让一个骑兵分队向左迂回，随后命令格鲁希的一个旅攻击普鲁士步兵。在穿过小镇西边的一条小溪后，法军龙骑兵从南边冲进了霍恩洛厄的步兵纵队。法军骑兵的冲锋摧毁了霍恩洛厄的大部分部队。普鲁士人被迫进入普伦茨劳，将八门火炮和许多俘虏留在法国人手中，博蒙的骑兵随后将普军在城外的后卫部队歼灭。
格鲁希的龙骑兵率先冲破城门，一路穿过普伦茨劳，追上了正在集结撤退的霍恩洛厄的10,000名士兵。缪拉要求霍恩洛厄投降，但普鲁士人再次拒绝了。此时，拉纳的一些步兵抵达了战场，可即使加上格鲁希和拉萨尔，此时也只有4,000到5,000名法军与普军对抗。此时，先前前往法军大营的普军参谋长被允许返回普鲁士防线。在完全被法国人洗脑后，参谋长向霍恩洛厄报告说，他们的敌人已经完全阻挡了撤退的路线。缪拉要求与霍恩洛厄进行正面交涉，并最终获准。缪拉向霍恩洛厄谎称他被拉纳、贝尔纳多特和苏尔特军团的100,000名法军包围。
当一辆军需车在远处意外爆炸时，一位机智的法国军官解释说，这是苏尔特发射的信号，宣布他现在正在封锁普鲁士人的撤退路线。霍恩洛厄此时决定接受法军的严苛条款，普军的军官和皇家卫队被假释，普通士兵成为俘虏。在与他的军官商议后，霍恩洛厄的整个军团向法军投降。

## 战斗结果
此役中，10,000名普鲁士军队、1,800匹马和64门火炮落入法军手中，而缪拉的骑兵几乎没有伤亡。历史学家弗朗西斯·洛兰·彼得指出，普鲁士人的总损失接近12,000人。博蒙负责押送囚犯，显然有些人逃脱了，因为博蒙报告说他的俘虏人数为9,534人。
事实证明，霍恩洛厄的投降决定是接下来普军行动的一个不好的先例。在10月29日的帕斯沃克投降中，4,000名普鲁士人向一支比他们自己还小的部队投降。不久之后，拉萨尔的轻骑兵旅不费一兵一卒就欺骗普军指挥官交出他的5000名士兵。自奥尔施泰特以来，布吕歇尔一直小心翼翼地保存着一支炮兵部队。但在10月30日，冯·霍普夫纳少校带着600名士兵和25门火炮向安克拉姆以南14公里向拉纳投降。
在普伦茨劳之后，布吕歇尔向东北的逃生通道被封锁。在新施特雷利茨，他的部队转向西北，向吕贝克前进。此时，其他的普军单位加入了他，将他的总兵力提高到22,000人。吕贝克战役于11月6日爆发。
弗朗西斯·洛兰·彼得认为霍恩洛厄的投降是不必要的，他的参谋长马森巴赫负有部分责任。他认为普鲁士人本可以进行突围，而且如果像布吕歇尔这样意志坚强的将军掌权的话，普军本可以逃生。有数支普鲁士骑兵旅当时就在不远处，这些部队可能有助于阻止缪拉包围霍恩洛厄。彼得列出了对霍恩洛厄的几个批评。首先，在无能的马森巴赫的建议下，他最早的行军，向北走了太多弯路。他有可能提前一天到达普伦茨劳，在这种情况下，他不会遇上法军。其次，他将太多的骑兵和步兵留在了没有敌人的左翼。只有1,300人的弱旅位于右翼的关键区域。第三，他最好的部队与布吕歇尔的部队一起在后方行军，而没有响应法军的进攻。

## 脚注
1. 1 2 3 4  Bodart 1908，第374頁.
2. 1 2 3  Smith 1998，第228頁.
3. 1 2  Petre 1993，第246-247頁.
4. 1 2 3  Chandler 1966，第501頁.
5. ↑  Chandler 1966，第467-468頁.
6. ↑  Chandler 1966，第456頁.
7. ↑  Chandler 1966，第459頁.
8. ↑  Petre 1993，第84-85頁.
9. ↑  Chandler 1966，第470-471頁.
10. ↑  Petre 1993，第147頁.
11. ↑  Petre 1993，第150頁.
12. ↑  Chandler 1979，第214-216頁.
13. ↑  Petre 1993，第195頁.
14. ↑  Petre 1993，第159頁.
15. ↑  Petre 1993，第197頁.
16. ↑  Petre 1993，第199-200頁.
17. ↑  Smith 1998，第226-227頁.
18. 1 2  Petre 1993，第218頁.
19. 1 2  Petre 1993，第231頁.
20. ↑  Petre 1993，第219-220頁.
21. ↑  Chandler 1966，第499頁.
22. ↑  Petre 1993，第224-229頁.
23. ↑  Petre 1993，第226頁.
24. ↑  Petre 1993，第234頁.
25. ↑  Petre 1993，第232-233頁.
26. ↑  Petre 1993，第236-237頁.
27. ↑  Petre 1993，第237頁.
28. 1 2  Smith 1998，第227頁.
29. ↑  Chandler 1966，第500頁.
30. ↑  Petre 1993，第238頁.
31. ↑  Petre 1993，第239頁.
32. ↑  Petre 1993，第240頁.
33. ↑  Petre 1993，第242頁.
34. ↑  Petre 1993，第242-243頁.
35. ↑  Smith 1998，第227-228頁.
36. ↑  Petre 1993，第244頁.
37. ↑  Petre 1993，第245頁.
38. ↑  Petre 1993，第252頁.
39. ↑  Petre 1993，第248-249頁.
40. 1 2  Petre 1993，第250頁.
41. ↑  Smith 1998，第254頁.
42. ↑  Smith 1998，第231頁.
43. ↑  Petre 1993，第251頁.
44. ↑  Petre 1993，第304-306頁.

## 延伸阅读
- Chandler, David. . Weidenfeld and Nicolson. 1966  [2021-06-13].